# Maria Antonia di Borbone-Parma
Maria Antonia Giuseppa Walburga Anna Luisa Teresa Vicenza Margherita Caterina di Borbone-Parma (Parma, 28 novembre 1774 – Roma, 20 febbraio 1841) fu principessa di Parma, Piacenza e Guastalla e infanta di Spagna.
Era la terza figlia (la seconda femmina) del duca Ferdinando I di Parma, Piacenza e Guastalla e della principessa austriaca Maria Amalia d'Austria, non contrasse mai matrimonio ed abbracciò la vita religiosa tra le orsoline prima a Parma e poi a Roma.

## Biografia

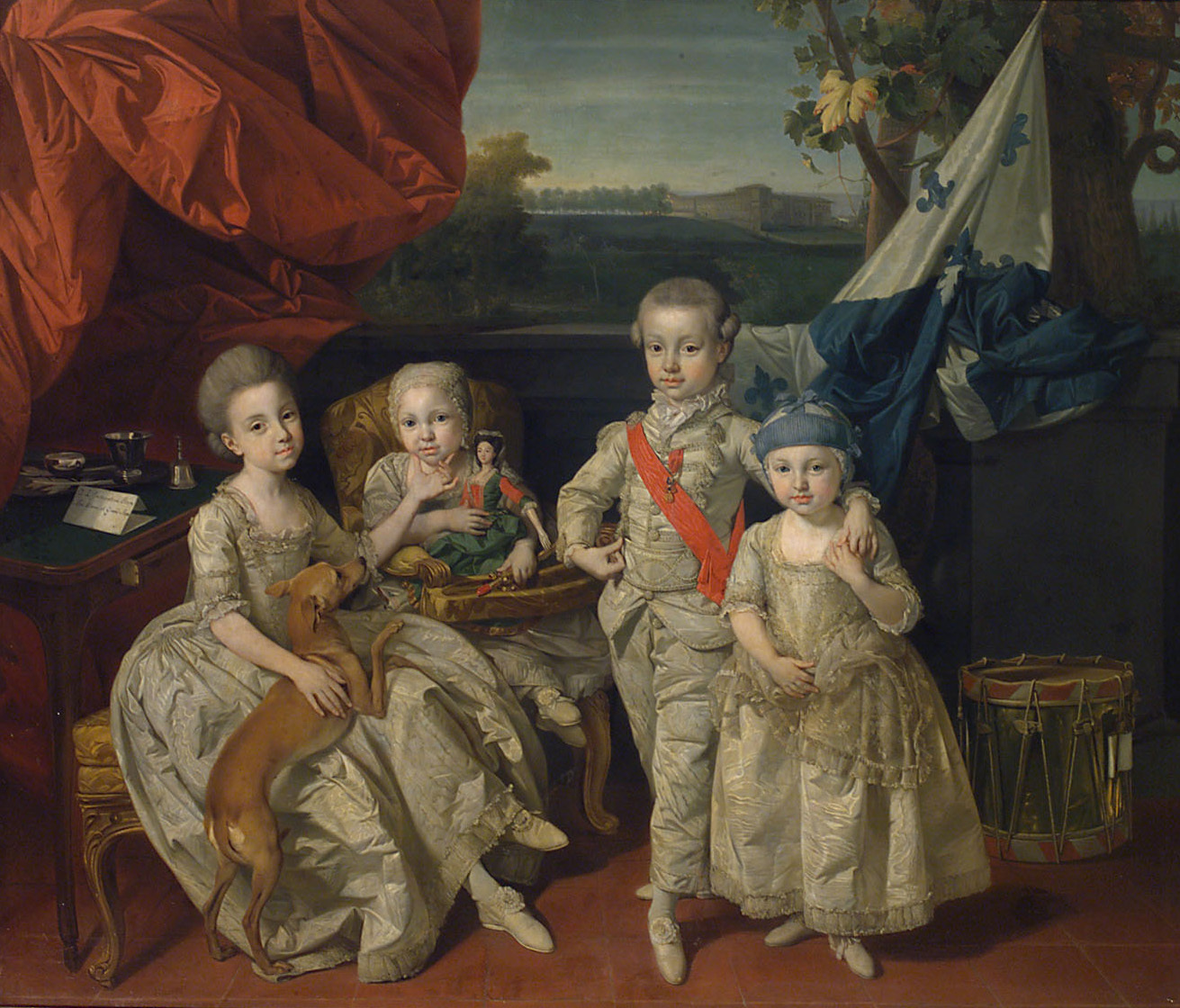
Johann Zoffany, Ritratto dei principi di Parma, olio su tela, 1778, Kunsthistorisches Museum

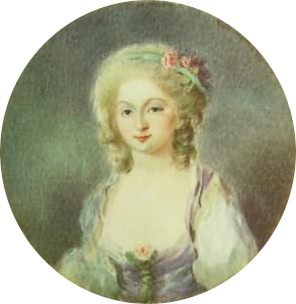
Anonimo, Miniatura della principessa Maria Antonia di Borbone infante, acquerello su avorio, 1790, Museo Glauco Lombardi

### Infanzia
Era la terza figlia del duca di Parma Ferdinando I e dell'arciduchessa Maria Amalia d'Austria. Gli furono imposti i nomi di Maria Antonia Gioseffa Teresa, in onore dei suoi padrini, la regina Maria Antonietta, la regina Maria Carolina, il Re Luigi XVI di Francia e l'imperatrice Maria Teresa d'Austria.
Quando fu battezzata, fu insignita dei titoli di Principessa di Parma, Piacenza e Guastalla, com'era consuetudine tra le principesse parmensi, anche sua sorella Carolina ebbe quel titolo e lo ebbero anche le sue sorelle minori, Maria Carlotta, Maria Anna, Maria Giovanna e Maria Cristina Amalia, ebbe inoltre il titolo di Madame Deuxième in quanto la Corte di Francia era in ottimi rapporti con quella di Parma.
Si presume spesso, o si afferma come di fatto, che abbia preso il nome dalla sorella minore di sua madre, Maria Antonietta, delfina (all'epoca della sua nascita) di Francia. In realtà prese il nome dalla zia di suo padre, che fu anche sua madrina, Maria Antonia Ferdinanda di Spagna.
Maria Antonia Gioseffa crebbe con il fratello e le sorelle nella corte ducale del Palazzo di Colorno, nel Casino dei Boschi e nel Palazzo del Giardino a Parma, dove era affettuosamente chiamata Tognina.
Quando la zia materna di Antonia, Cristina, visitò Parma nel 1774, descrisse così la famiglia di Antonia alla madre Maria Teresa d'Austria: "Amalia è rimasta bella come quando lasciò Vienna sei anni fa, ma il suo fisico è stato appesantito dalle tre gravidanze, suo marito Ferdinando è un uomo bello e alto, i suoi ventitré anni non si notano, sembra più giovane, i deliziosi figli di questa coppia sono uno più bello dell'altro, Carolina, la più grande, è bella, alta e bionda, il suo sguardo malinconico è illuminato dai suoi occhi blu, Ludovico, il secondogenito, è allegro e spensierato, gioca spesso con la sorella Antonia, che dire di lei, è allegra, felice e serena, dei tre è la più vivace, ma il suo sguardo sereno nasconde profonda sensibilità."
Era dotata per la pittura e ed ebbe come insegnanti Giuseppe Baldrighi e Domenico Muzzi, due pittori di corte ed insegnanti all'Accademia d'Arte di Parma, fu allieva della celebre pittrice francese Élisabeth Vigée Le Brun e molti dei suoi ritratti si trovano nella cappella ducale di San Rocco.

### Prigionia
Maria Antonia e le sue sorelle Carlotta e Cristina rimasero con i genitori fino all'invasione napoleonica del 1796, le altre due sorelle di Antonia, Anna e Giovanna, scapparono poco dopo l'arrivo delle truppe francesi e trovarono rifugio presso Roma e Napoli, quando Napoleone Bonaparte invase il ducato di Parma e mise agli arresti domiciliari i genitori di Antonia, Maria Amalia e Ferdinando, la famiglia reale da quel momento visse in costante terrore perché la rivoluzione francese aveva contagiato anche Parma, che cominciò a voler vedere morta la famiglia di Antonia.
Maria Antonia e sua sorella Carlotta erano descritte come: "Befane che pregano", disse Napoleone quando le vide per la prima volta.
A volte il cibo che davano alla famiglia reale era poco e poco curato e Antonia temeva che i francesi avrebbero ucciso lei e la sua famiglia.
Questa previsione si avverò: Suo padre Ferdinando fu avvelenato dai rivoluzionari e morì dopo un'indigestione. Maria Antonia era sempre stata affezionata alla madre e quando finalmente scapparono a Praga ebbero più tempo per stare insieme.
Quando scapparono da Parma, i francesi scortarono Antonia, Carlotta e Cristina con la madre fino a Praga, Antonia e le sorelle furono avvertite da Napoleone: "Se scappano verranno trovate e fucilate", quindi la famiglia reale di Parma rimase a Praga fino alla morte di Napoleone, da allora Antonia e le sorelle si allontanano, Antonia andò a Roma, Carlotta andò a Guastalla e Cristina rimase a Praga.
Maria Antonia, dopo esser andata via da Parma, decise di andare a Vienna, la città dove era nata sua madre, durante il viaggio scrisse una lettera alla zia Maria Carolina d'Austria:

«Cara zia, stiamo per fare sosta a Innsbruck, poi da lì arriveremo a Vienna, il viaggio è stato faticoso e in alcuni momenti ho visto la mia vita svanire, le truppe francesi erano anche a Piacenza e quando sono uscita dal ducato non mi è stato risparmiato alcun'orrore, una folla inferocita mi ha urlato contro ed io ho creduto che non sarei uscita viva da Piacenza. Per fortuna adesso sono quasi arrivata, avrei voluto vedere anche tutti gli altri zii, ma ho appreso che Ferdinando è morto poco prima di mia madre e Massimiliano non ha superato una crisi di febbre, per fortuna tu e la zia Maria Elisabetta siete ancora vive e mi donate un amore fortissimo, anche se siamo distanti.»

Maria Antonia venne accolta a Vienna dalla zia Maria Carolina, le due passarono molto tempo insieme, e finalmente ad Antonia passò il trauma vissuto durante la prigionia, considerava Carolina come una seconda mamma, quindi il loro rapporto era perfetto.

### Noviziato
Maria Antonia, quando tornò a Parma, avrebbe dovuto sposarsi, aveva appena ventotto anni, era considerata una delle principesse d'Italia più attraenti insieme alla sorella Carolina di Borbone-Parma e alla cugina Luisa Maria Amalia di Napoli, possibili candidati al matrimonio erano i cugini materni di Antonia, Francesco, appartenente al ramo degli Asburgo-Lorena e Carlo Ludovico, appartenente al ramo degli Asburgo-Este, questo progetto sfumò, allora Antonia prese il considerazione la decisione di sposare un principe sassone, sfumò anche questo progetto, allora Antonia, che aveva da poco compiuto trent'anni, si rassegnò a diventare orsolina. La principessa Antonia disse: "Preferisco farmi suora che sposarmi con uno sconosciuto!".
Maria Antonia non si sposò ma divenne orsolina, iniziò il noviziato nel 1802 e l'anno successivo, il 22 aprile 1803, prese ufficialmente l'abito di suora orsolina, cambiando il nome in Luigia Maria.
Nel 1808 Maria Antonia ordinò la costruzione della torre dell'orologio del Palazzo delle Orsoline di Parma, e, nello stesso anno riuscì a salvarlo dalla demolizione da parte dell'esercito francese.
Condusse una vita tranquilla e modesta, prima nel convento delle orsoline di Parma e poi, dal 9 maggio 1831 nel Convento di Sant'Agata a Roma, dove morì nel 1841.

### Ultimi anni e morte
Maria Antonia arrivò a Roma nel 1831, non era più bella come un tempo, sedici anni di lotte e conflitti avevano lasciato il segno.
Venne accolta dalle sue sorelle nubili, Maria Anna, Maria Giovanna e Maria Cristina, insieme a loro si rifugiò nel Convento di Sant'Agata.
A Roma Maria Antonia si dedicò alle opere caritatevoli, ma presto smise perché la sua salute da sempre debole era peggiorata ulteriormente, si ammalò nel 1838 di polmonite, ma fortunatamente non morì, e riuscì a riprendere le opere caritatevoli, ma nel 1840 si riammalò e purtroppo non si riprese, morì nel 1841 a quasi sessantotto anni, secondo le sue volontà venne sepolta nella Basilica di Santa Maria della Steccata, dove riposavano suo padre e i suoi fratelli morti in fasce.

## Ascendenza
|                                     |                    |                                               | Genitori                              |  |  | Nonni |  |  | Bisnonni            |  |  | Trisnonni              |  |
|                                     |                    |                                               |                                       |  |  |       |  |  | Filippo V di Spagna |  |  | Luigi, il Gran Delfino |  |
|                                     |                    |                                               |                                       |  |  |       |  |  | Filippo V di Spagna |  |  | Luigi, il Gran Delfino |  |
|                                     |                    | Maria Anna Vittoria di Baviera                |                                       |  |  |       |  |  | Filippo V di Spagna |  |  |                        |  |
| Filippo I di Parma                  |                    |                                               |                                       |  |  |       |  |  | Filippo V di Spagna |  |  |                        |  |
|                                     |                    | Elisabetta Farnese                            | Odoardo II Farnese                    |  |  |       |  |  |                     |  |  |                        |  |
|                                     |                    | Elisabetta Farnese                            | Odoardo II Farnese                    |  |  |       |  |  |                     |  |  |                        |  |
|                                     |                    | Elisabetta Farnese                            | Dorotea Sofia di Neuburg              |  |  |       |  |  |                     |  |  |                        |  |
| Ferdinando I di Parma               |                    | Elisabetta Farnese                            |                                       |  |  |       |  |  |                     |  |  |                        |  |
|                                     |                    | Luigi XV di Francia                           | Luigi di Borbone-Francia              |  |  |       |  |  |                     |  |  |                        |  |
|                                     |                    | Luigi XV di Francia                           | Luigi di Borbone-Francia              |  |  |       |  |  |                     |  |  |                        |  |
|                                     |                    | Luigi XV di Francia                           | Maria Adelaide di Savoia              |  |  |       |  |  |                     |  |  |                        |  |
| Luisa Elisabetta di Borbone-Francia |                    | Luigi XV di Francia                           |                                       |  |  |       |  |  |                     |  |  |                        |  |
|                                     |                    | Maria Leszczyńska                             | Stanislao Leszczyński                 |  |  |       |  |  |                     |  |  |                        |  |
|                                     |                    | Maria Leszczyńska                             | Stanislao Leszczyński                 |  |  |       |  |  |                     |  |  |                        |  |
|                                     |                    | Maria Leszczyńska                             | Caterina Opalińska                    |  |  |       |  |  |                     |  |  |                        |  |
| Maria Antonia di Borbone-Parma      |                    | Maria Leszczyńska                             |                                       |  |  |       |  |  |                     |  |  |                        |  |
|                                     | Leopoldo di Lorena | Carlo V di Lorena                             |                                       |  |  |       |  |  |                     |  |  |                        |  |
|                                     | Leopoldo di Lorena | Carlo V di Lorena                             |                                       |  |  |       |  |  |                     |  |  |                        |  |
|                                     | Leopoldo di Lorena | Eleonora Maria Giuseppina d'Austria           |                                       |  |  |       |  |  |                     |  |  |                        |  |
| Francesco I di Lorena               | Leopoldo di Lorena |                                               |                                       |  |  |       |  |  |                     |  |  |                        |  |
|                                     |                    | Elisabetta Carlotta di Borbone-Orléans        | Filippo I di Borbone-Orléans          |  |  |       |  |  |                     |  |  |                        |  |
|                                     |                    | Elisabetta Carlotta di Borbone-Orléans        | Filippo I di Borbone-Orléans          |  |  |       |  |  |                     |  |  |                        |  |
|                                     |                    | Elisabetta Carlotta di Borbone-Orléans        | Elisabetta Carlotta del Palatinato    |  |  |       |  |  |                     |  |  |                        |  |
| Maria Amalia d'Asburgo-Lorena       |                    | Elisabetta Carlotta di Borbone-Orléans        |                                       |  |  |       |  |  |                     |  |  |                        |  |
|                                     |                    | Carlo VI d'Asburgo                            | Leopoldo I d'Asburgo                  |  |  |       |  |  |                     |  |  |                        |  |
|                                     |                    | Carlo VI d'Asburgo                            | Leopoldo I d'Asburgo                  |  |  |       |  |  |                     |  |  |                        |  |
|                                     |                    | Carlo VI d'Asburgo                            | Eleonora del Palatinato-Neuburg       |  |  |       |  |  |                     |  |  |                        |  |
| Maria Teresa d'Austria              |                    | Carlo VI d'Asburgo                            |                                       |  |  |       |  |  |                     |  |  |                        |  |
|                                     |                    | Elisabetta Cristina di Brunswick-Wolfenbüttel | Luigi Rodolfo di Brunswick-Lüneburg   |  |  |       |  |  |                     |  |  |                        |  |
|                                     |                    | Elisabetta Cristina di Brunswick-Wolfenbüttel | Luigi Rodolfo di Brunswick-Lüneburg   |  |  |       |  |  |                     |  |  |                        |  |
|                                     |                    | Elisabetta Cristina di Brunswick-Wolfenbüttel | Cristina Luisa di Oettingen-Oettingen |  |  |       |  |  |                     |  |  |                        |  |
|                                     |                    | Elisabetta Cristina di Brunswick-Wolfenbüttel |                                       |  |  |       |  |  |                     |  |  |                        |  |